# El Plateado de Joaquín Amaro
El Plateado de Joaquín Amaro är en kommun i Mexiko.   Den ligger i delstaten Zacatecas, i den centrala delen av landet, 500 km nordväst om huvudstaden Mexico City.